# 丹尼尔·贝尔
丹尼爾·貝爾（英語：Daniel Bell，1919年5月10日—2011年1月25日），美国社会学家，作家，编辑和哈佛大学教授。他因对后工业社会的研究而知名。

## 生平
1919年，貝爾生於纽约市曼哈顿下东区，父親是猶太移民，在他八個月的時候就過世了，母親帶著他和他的哥哥寄住在親戚家，十三歲的時候他把姓從博洛茨基改成了貝爾，並與同年加入青年社会主义同盟。1934年，到美國社會黨的兰德社会科学学院聽課。1935年，貝爾從史岱文森高中畢業後進入紐約市立學院，他加入社會主義讀書會，認識了歐文·克里斯托、邁爾·蘭斯基、欧文·豪等人。1938年，他進入哥倫比亞大學攻讀碩士。
1941年，他到《The New Leader》雜誌任執行主編，開始了他長達二十年的記者生涯。1945年，他到芝加哥大學任講師，並於1948年任《Fortune》的編輯。1958年，他離開《Fortune》到哥倫比亞大學教社會學，並與1962年取得博士學位。1965年，任《The Public》雜誌的聯合編輯。1969年，離開哥大到哈佛大學任教直到1990年退休。

## 著作
- （英文）. Basic Books. 1976-03-29. ISBN 9780465015269.
（中文）赵一凡. 1989-5 , 编. . 生活·读书·新知三联书店. 1989-5. ISBN 9787108001528. 
（繁體中文）趙一凡 / 蒲隆 / 任曉晉. . 桂冠. 1989. ISBN 9789575510008.
- （英文）. Basic Books. 1976-07-21. ISBN 9780465097135.
（中文）高铦. . 商务印书馆. 1984. ISBN 9787501136148.
- （英文）. Harvard University Press. 2000-10-30. ISBN 9780674004269.
（中文）张国清. . 中国社会科学出版社. 2013-07-01. ISBN 9787516119785.
- 陆象淦/金烨. . 社会科学文献出版社. 2008-01. ISBN 9787802309609.